# Змај (летелица)
Змај је летелица троугластог, квадратног или ромбоидног облика израђена од танког материјала подупртог штаповима на који је привезан један крај клупка. Вештина пуштања змаја као забавна игра је настала на Истоку, одакле је стигла у Европу, а касније у Нови свет.
Змај се састоји од крила, привезнице и сидра. Змајеви често имају узде и реп како би се водило лице змаја тако да га ветар може подићи. У неким дизајнима змајева нису потребне узде; кутијасти змајеви могу да имају једну тачку везивања. Змај може да има фиксне или покретне анкере који могу да уравнотежују змаја. Једна техничка дефиниција је да је змај „колекција везаних крила“.
Узгон који одржава змаја у лету се генерише кад се ваздух креће око змајеве површине, производећи ниски притисак изнад и високи притисак испод крила. Интеракција са ветром такође генерише хоризонтално повлачење дуж правца ветра. Резултирајућем вектору силе од компоненти силе подизања и отпора супротставља се затезање једне или више линија или узица којима је змај причвршћен. Тачка сидрења линије змаја може бити статичка или покретна (нпр. вучење змаја од стране особе која трчи, брода, слободно падајућег сидра као код параглајдера, или возила).
Исти принципи протока флуида примењују се и у течностима, тако да се змајеви могу користити у подводним струјама, али за то још увек нема свакодневне употребе.

## Историјат
Најстарији цртежи и остаци четвороугаоних змајева без репа пронађени су на острвима Малајског архипелага. Змајеви су се високо подизали и на тај начин су показивали на ветрове и непогоде, указивали на плен или опасност. На Новом Зеланду мајстори за змајеве су били Маори, који су правили змајеве који су летели дуго и високо.
Од 19. века, започела је масовна употреба змајева у метеорологији. У Америци су се између 1893. и 1933. године по метеоролошким станицама за испитивање атмосфере користили змајеви који су досезали висину и до седам хиљада метара.
Најстарији троугласти змајеви су настали на острву Бугенвил, највећем у групи Соломонских острва у Тихом океану и служили су за риболов. На једном крају змаја се налазио конопац од уплетене танке лијане са мамцем без удице. Мамац је био комад дрвета на које је било прикачено клупко паучинасто расплетене суве траве. Комешање и понирање змаја показивало је да се риба ухватила на мамац.
У раној кинеској историји, змајеве је користила војска за давање сигнала тако што су змајеви пуштани да лете у одређеним размацима и одређеном броју. Познато је да је кинески генерал Хан Ксин у 2. веку п. н. е. користио змајеве приликом освајања дворца Веј Јанг.

## Примена
Змајеви су 1749. године први пут примењени за мерење температуре изнад површине Земље. Професори са Универзитета у Глазгову су причврстили термометар за змаја, винули га и тако мерили температуру ваздуха на великим висинама.
Три године касније, 1752. године, Бенџамин Френклин је извео чувени оглед којим је доказао да је гром електрична појава и на основу тога је конструисао громобран. Френклин је змаја направио од свилене марамице и причврстио га за танку жицу на чијем се крају налазио кључ. Када је змаја винуо у небо, гром је ударио у змаја и кроз жицу дошао до кључа што је проузроковало да се кључ усијао.
Змајеви примењени у справи званој чавролант су као вучну снагу уместо коњске снаге користиле снагу ветра. Справу чавролант, која се састоји од 3 кола са по два упрегнута змаја конопцима од 500 m , изумео је Џорџ Покок. Чаврлонат је могао да вуче кола брзином од преко 30 km/h.
Од краја 19. века почела су да се снимају подручја тако што су се на змајеве постављале камере и фотоапарати.
Средином 19. века су се помоћу змајева почели правити мостови, а примена змајева у грађевини је започета у САД, изнад Нијагариних водопада. Тако су изграђени и мостови Рејнбоу и Вирлпул који повезују Сједињене Америчке Државе с Канадом.
Змајеви су били и поштоноше. Њима су пребациване пошиљке и пакети с бродова на обалу.
Први човек који се помоћу змаја подигао са земље, био је британски генерал Роберт Бејден-Поуел, који је 1894. године конструисао змаја дугачког 12 m и помоћу њега се подигао на 30 m од земље. Касније, 1900. године, Браћа Рајт су на основу проучавања кретања змајева направили прву моторну летелицу којом су се три године касније винули у небо.
Почетком 20. века змајеви су служили и у друге сврхе. Гуљелмо Маркони је уз помоћ змаја са земље подигао антену и преко ње је 1901. године на Њуфаундленду примио први бежични радио-сигнал преко Атлантског океана. Захваљујући том открићу, Маркони је изумео бежичну телеграфију и радио.
Чак и после проналаска авиона змајеви су наставили да се употребљавају у разне сврхе. За време Другог светског рата било је предлога да се Америчка ратна морнарица змајевима заштити од напада из ваздуха. Замисао је била да се пусте змајеви који би носили челичну ужад и тако онемогућили авионима да прелећу изнад флота, али се тај план није остварио.